# Szkice piórkiem
Szkice piórkiem – dziennik Andrzeja Bobkowskiego z lat 1940–1944, wydany w 1957 roku przez Instytut Literacki w Paryżu.
Andrzej Bobkowski dziennik zaczął pisać jeszcze przed rokiem 1940, jednak po wkroczeniu Niemców do Paryża jego żona została zmuszona do spalenia zapisków.
Dziennik składa się z czterech części:
- Paryż przed ewakuacją (20 maja – 11 czerwca 1940);
- ewakuacja oraz pobyt w Carcassonne i Gruissan (12 czerwca – 5 września 1940);
- podróż rowerem z Carcassonne do Paryża (6 – 29 września 1940);
- pobyt w Paryżu (3 października 1940 – 25 sierpnia 1944).

W Szkicach piórkiem wyróżnić można następujące obszary tematyczne:
- życie codzienne w okupowanym Paryżu i na francuskiej prowincji;
- refleksje dotyczące kultury europejskiej;
- komentarze do sytuacji politycznej;
- wrażenia z lektur, spektakli, wystaw.

Głównym tematem dziennika jest wolność jednostki. Pierwszy raz w życiu piszę, notuję. I tylko to mnie pochłania. I poza tym nasycić się tą wspaniałą wolnością, chaosem, wśród którego trzeba sobie radzić. Według Bobkowskiego wolność dotyczyć może tylko jednostki – nie ma wolności zbiorowej. Wolność narzucana siłą, która powstać ma po zamknięciu czy wytępieniu wrogów jest jedynie karykaturą.
… nie widzę powodu, dlaczego Polska i dlaczego wszystko ”dla Polski”. To, że się urodziłem Polakiem, jest takim samym przypadkiem, jak to, że należę do pewnej warstwy społecznej, a nie do innej, że jestem biały, a nie czarny. Warstwa społeczna, kolor skóry – to są przesądy i można na nie gwizdać, a ojczyzna, to koniecznie coś świętego. Dlaczego? Nacjonalizm stał się też religią, i czym bardziej tępy, czym bardziej ślepy, tym bardziej godny poszanowania/
Bobkowski ma doskonałe oko do wychwytywania komicznego aspektu rzeczywistości. Jest na niego szczególnie wrażliwy, jako człowiek nie znoszący patosu i pustosłowia. Jego poczucie humoru ma źródło w wyjątkowej komicznej wrażliwości i doskonałej znajomości kultury europejskiej. 
Szkice piórkiem wzbudzały kontrowersje, przede wszystkim ze względu na sposób opisywania wojny i okupacji. W polskiej tradycji w taki sposób się o tych sprawach „nie pisze”. Nie ma tu za grosz martyrologii, jest radość z życia i – paradoksalnie – poczucie wolności. 1 września 1941 roku Bobkowski pisał: Druga rocznica wybuchu tej wojny. Nie chce mi się uwierzyć. Udało się, jak dotąd, udało się przetrwać. Miałem dotąd szczęście. Wstyd mi, ale pomimo wszystko, co nas dotąd spotkało, jeszcze nigdy w życiu nie czułem się tak szczęśliwy jak przez te lata, nawet te dwa lata wojny. Jeszcze nigdy w życiu nie czułem się tak dobrze.
Bobkowski kurczowo trzyma się życia. Ani myśli cierpieć czy umierać, pragnie intensywnie chłonąć życie, odwracając się równocześnie od przeszłości i najzupełniej nie interesując przyszłością.